# Paraphoxus bicuspidatus
Paraphoxus bicuspidatus är en kräftdjursart. Paraphoxus bicuspidatus ingår i släktet Paraphoxus och familjen Phoxocephalidae. Inga underarter finns listade i Catalogue of Life.